# Елісео Прадо
Елісео Прадо (ісп. Eliseo Prado; нар. 17 вересня 1929, Буенос-Айрес — пом. 10 лютого 2016, Буенос-Айрес) — аргентинський футболіст, який виступав на позиції нападника, зокрема, за клуб «Рівер Плейт», а також національну збірну Аргентини. П'ятиразовий чемпіон Аргентини.

## Клубна кар'єра

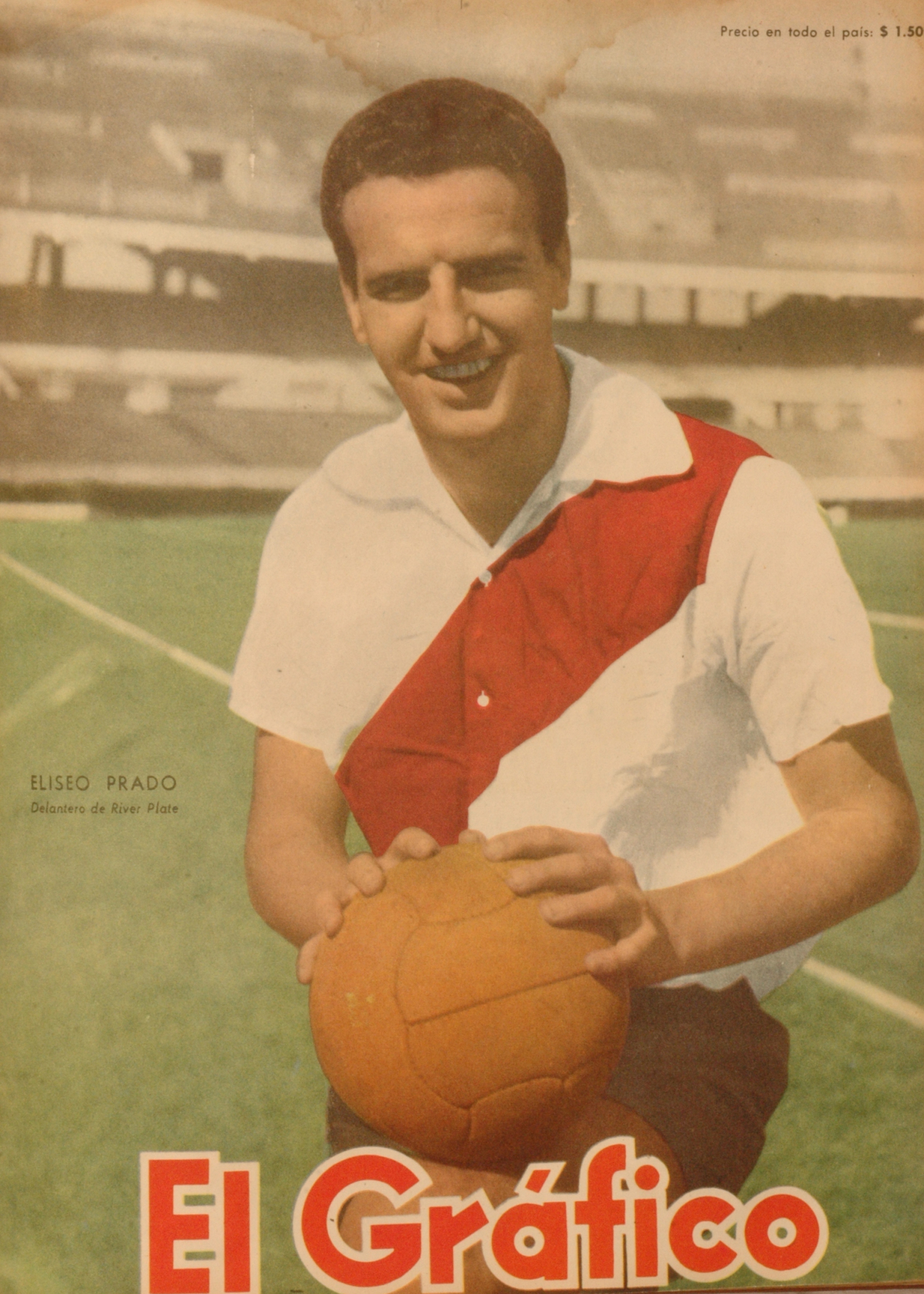
Елізео Прадо під час виступів за «Рівер Плейт», 1953 рік

Народився у Альмаґро, районі Буенос-Айресу. Виступав за клуби Сан-Карлос-Норте, Рівер (52-58), Гімназія і Есгріма-де-Ла-Плата (59-62) У дорослому футболі дебютував 1948 року виступами за команду «Рівер Плейт», в якій провів десять сезонів, взявши участь у 147 матчах чемпіонату. У складі «Рівер Плейта» був одним з головних бомбардирів команди, маючи середню результативність на рівні 0,41 гола за гру першості. За цей час п'ять разів виборював титул чемпіона Аргентини.
Протягом 1959—1962 років захищав кольори клубу «Хімнасія і Есгріма».
Завершив ігрову кар'єру у команді «Спортіво Італіано», за яку виступав протягом 1963 року.

## Виступи за збірну
1954 року дебютував в офіційних матчах у складі національної збірної Аргентини. Протягом кар'єри у національній команді, яка тривала 5 років, провів у її формі 7 матчів, забивши 3 голи.
У складі збірної був учасником чемпіонату світу 1958 року в Швеції, де взяв участь в одній грі групового етапу, який аргентинцям подолати не вдалося.
Помер 10 лютого 2016 року на 87-му році життя у місті Буенос-Айрес.

## Титули та досягнення
- Чемпіон Аргентини (5):

«Рівер Плейт»: 1952, 1953, 1955, 1956, 1957